# Gare de Thourotte
La gare de Thourotte est une gare ferroviaire française de la ligne de Creil à Jeumont, située sur le territoire de la commune de Thourotte, dans le département de l'Oise, en région Hauts-de-France. Elle se trouve à 800 mètres du centre-ville.
C'est une gare de la Société nationale des chemins de fer français (SNCF), desservie par des trains régionaux du réseau TER Hauts-de-France. Elle est également ouverte au trafic du fret.

## Situation ferroviaire
Établie à 36 m d'altitude, la gare de Thourotte est située au point kilométrique (PK) 91,786 de la ligne de Creil à Jeumont, entre les gares de Longueil-Annel et de Ribécourt.

## Histoire
Le premier bâtiment voyageurs semble être une simple maison de garde-barrière fortement agrandie (sa longueur aurait été quadruplée par l’ajout de trois travées).
Durant la seconde moitié du XXe siècle, le bâtiment d’origine fut démoli et remplacé par un bâtiment à toit plat en béton avec un parement de briques.
En 2009, la fréquentation de la gare était de 202 voyageurs (montées et descentes) par jour.

## Service des voyageurs

### Accueil
Gare SNCF, elle dispose d'un bâtiment voyageurs avec un guichet ouvert les lundis et mardis de 6h30 à 13h45 et fermé les mercredis,  jeudis, vendredis, samedis, dimanches et jours fériés. Elle est équipée d'automates pour l'achat de titres de transport TER.
Pour accéder aux quais il faut passer par le bâtiment voyageurs pour le quai 1 et par le passage à niveau routier pour le quai 2.

### Desserte
Thourotte est desservie par les trains TER Hauts-de-France (relation de Paris-Nord à Saint-Quentin).

### Intermodalité
Des taxis TER complètent l'offre de desserte. La gare est desservie par les lignes 667, 668, 6321 et 6334 du réseau interurbain de l'Oise.

## Service des marchandises
Cette gare est ouverte au service du fret (train massif et desserte d'installation terminale embranchée).